# Carpias brachydactylus
Carpias brachydactylus là một loài chân đều trong họ Janiridae. Loài này được Pires miêu tả khoa học năm 1982.